# Étangs de Vaux et de Baye
Pour les articles homonymes, voir Vaux et Baye.
Les étangs de Vaux et de Baye sont des étangs artificiels du département de la Nièvre.

## Les étangs
Ces étangs couvrent une superficie totale de 220 hectares et ont une capacité maximale de 6,63 millions de mètres cubes. Ils comprennent en réalité :
- l'étang de Vaux (130 ha) au nord
- l'étang de Baye (74 ha) au sud
- l'étang de Perchette (16 ha) au nord de l'étang de Vaux et souvent confondu avec ce dernier

Ils sont classés Espaces naturels sensibles. La richesse ornithologique de ces étangs est grande : aux espèces nicheuses s'ajoutent lors des périodes de migrations de nombreux autres oiseaux qui font halte sur les plans d'eau. 
Les étangs de Vaux et de Perchette ont une profondeur moyenne de 2 mètres et sont entourés de forêts. Ils sont accessibles seulement en certains points de leur périmètre. Ils sont dédiés essentiellement à la pêche.
L'étang de Baye quant à lui a une profondeur variant de 3 à 4 mètres et est bordé par une digue au sud-est où une rigole permet une communication avec le canal du Nivernais.
Son fond est limoneux. Son niveau reste stable toute l'année afin de permettre le bon fonctionnement de sa base nautique.

### Vidange de 2013
Les deux étangs ont été vidangés à l'automne 2013, afin d'optimiser leur gestion piscicole. Ils ont été rouverts à la pêche en 2015.

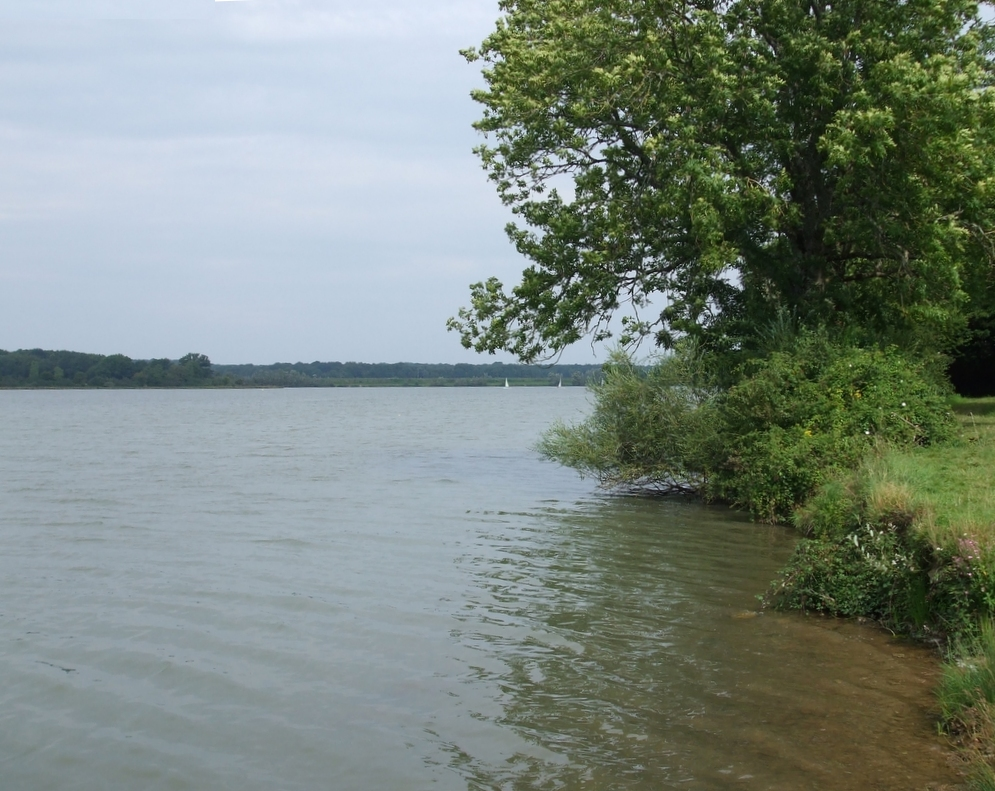
L'étang de Vaux
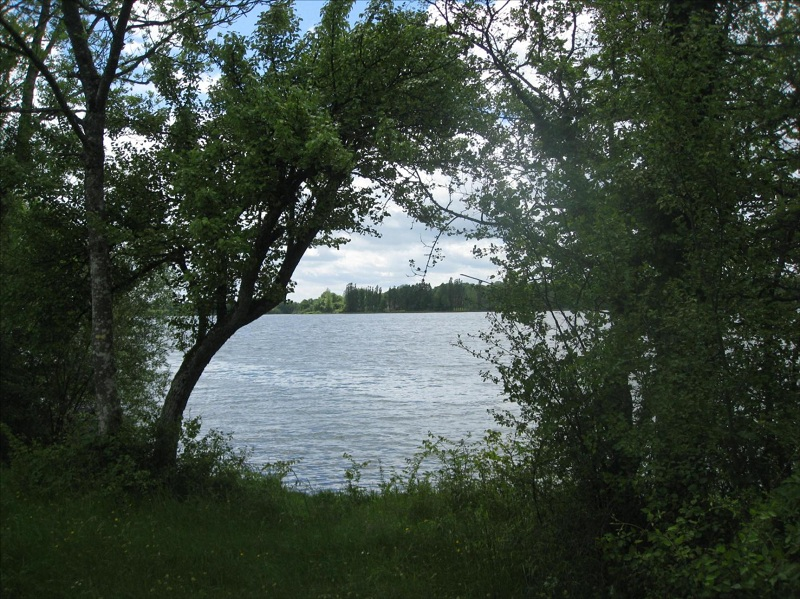
L'étang de Baye

### Évolution du volume cumulé des 3 étangs
| année / mois                                         | jan.       | fév.       | mar.       | avr.       | mai.       | jui.       | jui.       | aoû.       | sep.       | oct.       | nov.       | déc.       |
| ---------------------------------------------------- | ---------- | ---------- | ---------- | ---------- | ---------- | ---------- | ---------- | ---------- | ---------- | ---------- | ---------- | ---------- |
| 2006 (en millions de m³) (% de la capacité maximale) | 3,35 (51%) | 3,92 (59%) | 3,92 (59%) | 5,77 (87%) | 5,60 (84%) | 5,46 (82%) | 4,70 (71%) | 4,36 (66%) | 4,20 (63%) | 3,35 (51%) | 3,09 (47%) | 2,65 (40%) |
| 2007 (en millions de m³) (% de la capacité maximale) | 3,14 (47%) | 4,30 (65%) | 4,66 (70%) | 4,30 (65%) | 4,10 (62%) | 4,19 (63%) | 4,04 (61%) | 4,60 (69%) | 4,04 (61%) | 4,12 (62%) | 3,87 (58%) | 5,35 (81%) |
| 2008 (en millions de m³) (% de la capacité maximale) | 4,22 (64%) | 4,27 (64%) | 5,72 (86%) | 5,97 (90%) | 5,66 (85%) | 5,73 (86%) | 5,18 (78%) | 4,30 (65%) | 3,91 (59%) | 3,87 (58%) | 3,71 (56%) |            |

## Le port des Pougeats

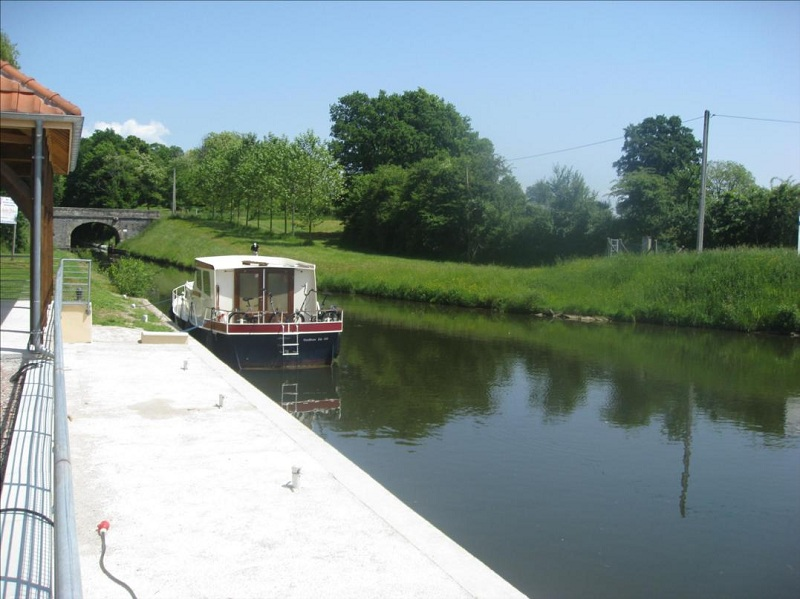
Le port des Pougeats

Le Port des Pougeats est le point de départ pour des visites exceptionnelles du canal du Nivernais : « villes et villages de la Nièvre », « les voûtes de La Collancelle », les lieux boisés... 
Une société propose d'embarquer pour une semaine, un week-end, une journée ou bien quelques heures, à bord de bateaux de toute sorte, accueillant des groupes ou quelques particuliers, et ce sur certains bateaux ne nécessitant pas le permis.

## Les sentiers de promenade
Ces étangs du centre du département sont connus pour leurs richesses écologiques.

### Le sentier du Martin-Pêcheur

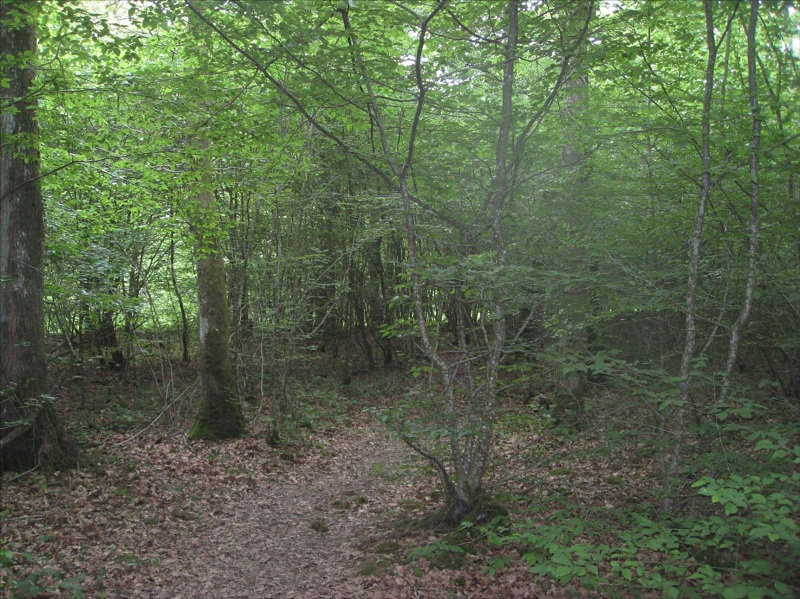
Le sentier du Martin-Pêcheur

Il débute de la digue séparant l'étang de Baye de l'étang de Vaux, puis se poursuit dans la forêt. Des panneaux et bornes pédagogiques offrent des informations tout au long des 1,5 km de promenade (compter environ 1h30 de découverte aller-retour). Un observatoire vous permet de découvrir discrètement la faune. 

### Le sentier du Héron Cendré
Il débute à proximité du hameau de Vaux. Sur 750 m, le héron cendré vous présente quelques exemples de la faune et de la flore du site. Après avoir découvert les 4 bornes pédagogiques, vous terminerez par un observatoire. À prévoir : 1 h pour l'aller-retour.

## Histoire
Ces étangs ont été créés à la fin du XVIIIe siècle afin d'alimenter le canal du Nivernais.

## Galerie

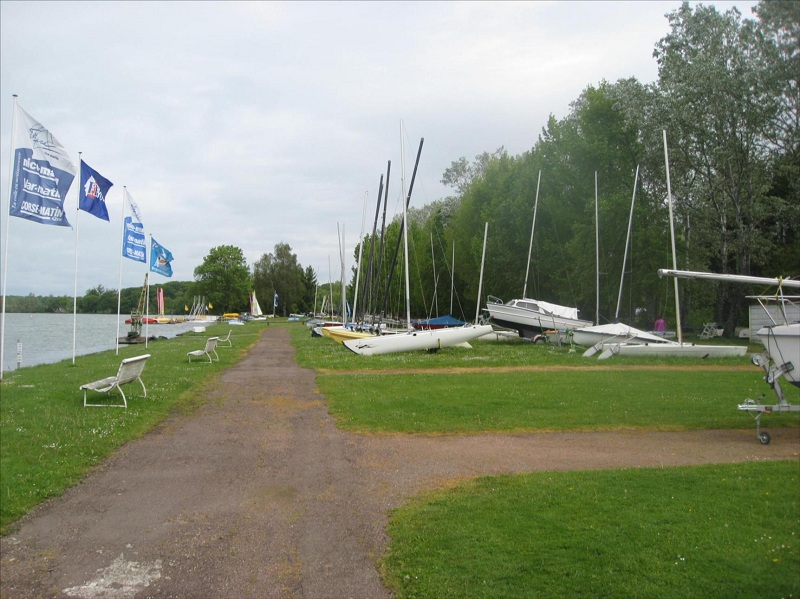
L'étang de Baye
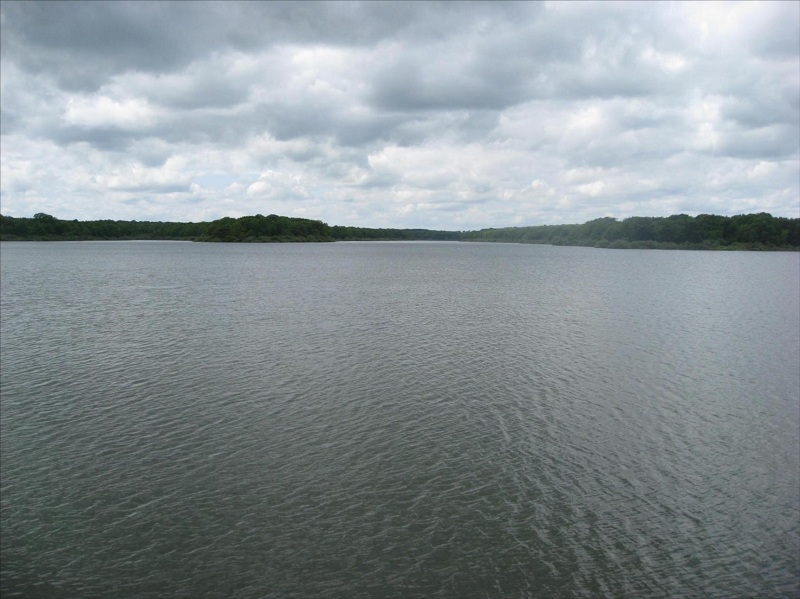
L'étang de Vaux
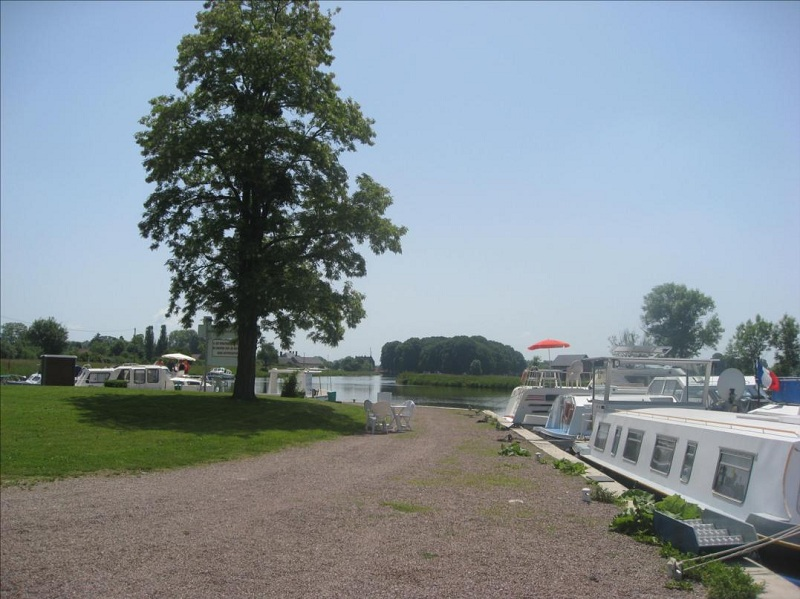
Le port des Pougeats